# ヘプタレン
ヘプタレン(Heptalene)は、化学式C12H10の多環炭化水素である。2つの融合したシクロヘプタトリエン環から構成される。不安定、非平面の化合物で、芳香族性は持たない。しかし、ジアニオンはヒュッケル則を満たし、熱的に安定で平面分子になる。